# Saint-Tricat
Saint-Tricat és un municipi francès situat al departament del Pas de Calais i a la regió dels Alts de França. L'any 2007 tenia 653 habitants.

## Demografia

### Població
El 2007 la població de fet de Saint-Tricat era de 653 persones. Hi havia 229 famílies de les quals 40 eren unipersonals (16 homes vivint sols i 24 dones vivint soles), 48 parelles sense fills, 117 parelles amb fills i 24 famílies monoparentals amb fills.
La població ha evolucionat segons el següent gràfic:
Habitants censats

### Habitatges
El 2007 hi havia 240 habitatges, 226 eren l'habitatge principal de la família, 7 eren segones residències i 7 estaven desocupats. 230 eren cases i 2 eren apartaments. Dels 226 habitatges principals, 185 estaven ocupats pels seus propietaris, 32 estaven llogats i ocupats pels llogaters i 9 estaven cedits a títol gratuït; 6 tenien una cambra, 8 en tenien dues, 14 en tenien tres, 33 en tenien quatre i 164 en tenien cinc o més. 184 habitatges disposaven pel capbaix d'una plaça de pàrquing. A 89 habitatges hi havia un automòbil i a 126 n'hi havia dos o més.

### Piràmide de població
La piràmide de població per edats i sexe el 2009 era:
| Homes | Edats   | Dones |
| ----- | ------- | ----- |
| 0     | 95 o +  | 0     |
| 0     | 90 a 94 | 0     |
| 0     | 85 a 89 | 4     |
| 0     | 80 a 84 | 0     |
| 8     | 75 a 79 | 0     |
| 4     | 70 a 74 | 4     |
| 8     | 65 a 69 | 16    |
| 12    | 60 a 64 | 8     |
| 12    | 55 a 59 | 16    |
| 8     | 50 a 54 | 12    |
| 36    | 45 a 49 | 20    |
| 28    | 40 a 44 | 28    |
| 32    | 35 a 39 | 52    |
| 24    | 30 a 34 | 12    |
| 20    | 25 a 29 | 24    |
| 4     | 20 a 24 | 8     |
| 36    | 15 a 19 | 32    |
| 32    | 10 a 14 | 32    |
| 40    | 5 a 9   | 28    |
| 8     | 0 a 4   | 28    |

## Economia
El 2007 la població en edat de treballar era de 448 persones, 316 eren actives i 132 eren inactives. De les 316 persones actives 279 estaven ocupades (161 homes i 118 dones) i 36 estaven aturades (15 homes i 21 dones). De les 132 persones inactives 22 estaven jubilades, 61 estaven estudiant i 49 estaven classificades com a «altres inactius».

### Ingressos
El 2009 a Saint-Tricat hi havia 228 unitats fiscals que integraven 677 persones, la mediana anual d'ingressos fiscals per persona era de 18.651 €.

### Activitats econòmiques
Dels 20 establiments que hi havia el 2007, 4 eren d'empreses de construcció, 6 d'empreses de comerç i reparació d'automòbils, 2 d'empreses de transport, 2 d'empreses d'hostatgeria i restauració, 1 d'una empresa financera, 1 d'una empresa immobiliària, 2 d'empreses de serveis, 1 d'una entitat de l'administració pública i 1 d'una empresa classificada com a «altres activitats de serveis».
Dels 4 establiments de servei als particulars que hi havia el 2009, 3 eren paletes i 1 lampisteria.
L'any 2000 a Saint-Tricat hi havia 7 explotacions agrícoles que ocupaven un total de 384 hectàrees.

## Equipaments sanitaris i escolars
El 2009 hi havia una escola elemental.

## Poblacions més properes
El següent diagrama mostra les poblacions més properes.